# アーレンシア科
アーレンシア科（－か、Ahrensiaceae）はPseudomonadota門アルファプロテオバクテリア綱ヒフォミクロビウム目の科の一つである。

## 概要
細胞はグラム陰性、卵形から桿形、非運動性あるいは細胞極または周毛鞭毛による運動性である。好気性且つオキシダーゼ及びカタラーゼ陽性。主要なユビキノンはQ-10。主要な極性脂質は、ホスファチジルコリン、ホスファチジルエタノールアミン、ホスファチジルグリセロール及びジホスファチジルグリセロールである。主要な脂肪酸はC18:1 ω7cである。ゲノム配列から計算されたGC含量は約48.1～50.1%であり、一方、文献に示されている範囲は48.1～60.1 mol%である。